# Николай Христозов (футболист)
 Тази статия е за футболиста Николай Христозов.  За писателя вижте Николай Христозов (писател).  
Николай Христов Христозов е бивш български футболист, защитник, треньор. От юни 2025 г. е ст. треньор на ФК Сливнишки герой (Сливница). 

## Кариера
Роден е на 6 март 1982 година в Димитровград. В началото на професионалната си кариера Христозов играе за Локомотив (София) и Конелиано (Герман). От есента на 2006 г. преминава във Вихрен, след две успешни години в Сандански преминава в Локомотив (Мездра), а през 2010 година в Миньор (Перник). Следващият отбор в кариерата му е Добруджа (Добрич), после следва едногодишно завръщане в Локомотив (Мездра) и от пролетта на 2016 защитава цветовете на Витоша Бистрица (София).
От лятото на 2018 г. започва треньорската си кариера като помощник-треньор на Витоша (Бистрица) в Първа лига. 
През 2021г.е старши треньор на Витоша (Бистрица) като вкарва отбора от трета във втора лига и през 2022г. печели с клуба Аматьорската купа на България.
През 2023г. е назначен за треньор на Локомотив Мездра.
През 2024г. има кратък престой като старши треньор на Цска 1948 - 3. На 20 юни е обявен за нов старши треньор на ФК Сливнишки герой (Сливница).
На 20 юни 2025 г. е обявен за старши треньор на ФК Сливнишки герой (Сливница).

## Статистика по сезони
- ПФК Локомотив (София) – 2002/03 – А група 4 мача/0 гола
- ПФК Локомотив (София) – 2003/04 – А група 4/0
- ФК Конелиано (София) – 2004/пролет - Б група 12/1
- ФК Конелиано (София) – 2004/05 – Б група 26/1
- ФК Конелиано (София) – 2005/06 – Западна Б група 25/1
- ПФК Вихрен (Сандански) – 2006/07 – А група 27/0
- ПФК Вихрен (Сандански) – 2007/08 – "A" ПФГ "А" група 29/1
- ПФК Локомотив (Мездра) – 2008/09 – А ПФГ А група 29/0
- ПФК Локомотив (Мездра) – 2009/10 – А ПФГ А група 29/0
- ПФК Миньор (Перник) – 2010/11 – "A" ПФГ "A" група 20/0
- ПФК Миньор (Перник) – 2011/12 – "A" ПФГ "А" група 25/0
- ПФК Миньор (Перник) – 2012/зима - А ПФГ А група 10/0
- ПФК Добруджа (Добрич) – 2013/пролет - В РФГ В група 13/0
- ПФК Добруджа (Добрич) – 2013/2014 - Б ПФГ Б група 25/0
- ПФК Добруджа (Добрич) – 2014/зима - Б ПФГ Б група 13/0
- ПФК Локомотив (Мездра) – 2015/пролет - Б ПФГ Б група 13/0
- ПФК Локомотив (Мездра) – 2015/зима - Б ПФГ Б група 12/0
- ФК Витоша (Бистрица) – 2016/пролет - В РФГ В група 15/0
- ФК Витоша (Бистрица) – 2016 – 2017 – Втора лига 28/2
- ФК Витоша (Бистрица) – 2017 – 2018 – Първа лига 26/0
- ФК Витоша (Бистрица) – 2018 – 2019 – Първа лига – помощник-треньор
- ФК Витоша (Бистрица) - 2019 - 2020 - Втора лига - помощник-треньор
- ФК Витоша (Бистрица) - 2021 - 2022 - Трета лига - старши треньор
- ФК Витоша (Бистрица) - 2022 - 2023 - Втора лига - старши треньор
- ФК Локомотив (Мездра) - 2023 - 2024 - Трета лига - старши треньор
- ФК ЦСКА 1948 (София) - 2024 - 2024 - Трета лига - старши треньор
- ФК Сливнишки герой - 2025 -          Трета лига - старши треньор